# Robert Brandom
Robert Brandom (1950) è un filosofo statunitense di formazione analitica, allievo di Richard Rorty e di Wilfrid Sellars.
Il suo maggior lavoro è Making it Explicit, di cui il più breve Articulating Reasons è un'agile introduzione. Grazie a essi, Brandom spicca nel panorama statunitense del neopragmatismo e dell'inferenzialismo. 
Nella primavera del 2006 ha tenuto le sue John Locke Lectures all'Università di Oxford, pubblicate con il titolo Between Saying and Doing; queste esplorano il legame che sussiste tra significato e uso: Brandom sostiene che semantica e pragmatica del linguaggio formino un intreccio di base, e che vocabolari e pratiche sociali vadano analizzati insieme, come facenti parte di un sistema unico.
L'analisi dei vocabolari aventi esplicito carattere filosofico, quali quello normativo, quello modale e quello intenzionale, viene eseguita in relazione alle pratiche discorsive autonome che questi vocabolari sono in grado di specificare: la pratica del dare e chiedere ragioni e quella di trarre inferenze appropriate. La logica in questo quadro ricopre il ruolo espressivo consistente nell'esplicitare le proprietà inferenziali altrimenti solo implicite nelle attività concettuali e nelle pratiche discorsive.

### Opere
- The Logic of Inconsistency, con Nicholas Rescher. Basil Blackwell, Oxford 1980.
- Making It Explicit: Reasoning, Representing, and Discursive Commitment, Harvard University Press (Cambridge) 1994. ISBN 0-674-54319-X
- Empiricism and the Philosophy of Mind, di Wilfrid Sellars, a cura di Robert B. Brandom, Harvard University Press, 1997. Con una introduzione di Richard Rorty ed una Study Guide di Robert Brandom ISBN 0-674-25154-7
- Rorty and His Critics, edito con un'introduzione di Robert Brandom. Saggi originali di: Rorty, Habermas, Davidson, Putnam, Dennett, McDowell, Bouveresse, Brandom, Williams, Allen, Bilgrami, Conant, e Ramberg. Blackwell's Publishers, Oxford, 2000 ISBN 0-631-20981-6
- Articulating Reasons: An Introduction to Inferentialism, Harvard University Press, 2000 ISBN 0-674-00158-3
- Tales of the Mighty Dead: Historical Essays in the Metaphysics of Intentionality, Harvard University Press, 2002. ISBN 0-674-00903-7
- In the Space of Reasons: Selected Essays of Wilfrid Sellars, edito con un'introduzione da Kevin Scharp e Robert Brandom, Harvard University Press, 2007. ISBN 0-674-02498-2
- Between Saying and Doing: Towards an Analytic Pragmatism, Oxford University Press, 2008. ISBN 0-199-54287-2
- Reason in Philosophy: Animating Ideas, Harvard University Belknap Press, 2009. ISBN 9780674053618
- Perspectives on Pragmatism: Classical, Recent, & Contemporary, Harvard University Press, 2011. ISBN 978-0-674-05808-8
- From Empiricism to Expressivism: Brandom Reads Sellars, Harvard University Press, 2015 ISBN 978-0674187283
- Wiedererinnerter Idealismus, Suhrkamp Verlag, 2015 ISBN 978-3-518-29704-9
- A Spirit of Trust: A Reading of Hegel’s Phenomenology, Harvard University Press, 2019.

### Traduzioni italiane
- Articolare le ragioni, Milano, Il Saggiatore, 2002. ISBN 8842809586

### Letteratura secondaria
- Chauncey C. Maher, The Pittsburgh school of philosophy: Sellars, McDowell, Brandom, London, Routledge, 2012. ISBN 9780415804424